# سيغفريد فلوج
سيغفريد فلوج (بالألمانية: Siegfried Flügge) (16 مارس 1912 ، في دريسدن – 15 ديسمبر 1997 ، في هنترزارتن ) هو فيزيائي نظري ألماني كان له إسهامات في مجال الفيزياء النووية والأساس النظري للأسلحة النووية. ساهم في مشروع أورانفيرين الألماني (مشروع الأسلحة النووية). عمل كمحاضر في العديد من الجامعات الألمانية منذ عام 1941 ، ثم محررا في مجلة هاندبوك للفيزياء (1956 إلى 1984) .